# Lichtspielhaus
Lichtspielhaus (oud-Duits voor "bioscoop"; letterlijk betekent het lichtspeelhuis) is de tweede dvd van de Duitse NDH-metalband Rammstein. Het is een compilatie van all hun video's tot dat moment, met enkele live-optredens, trailers en making-of's.
De dvd kwam op 1 december 2003 uit.

## Track listing

### Video's / Vorführung
1. "Du riechst so gut"
2. "Seemann"
3. "Rammstein"
4. " Engel"
5. "Du hast"
6. " Du Riechst So Gut '98"
7. " Stripped"
8. "Sonne"
9. "Links 2 3 4"
10. "Ich will"
11. "Mutter"
12. "Feuer frei!"

### Live / Aufführung
- 100 Jahre Rammstein - Arena, Berlin '96
  - Herzeleid
  - Seemann
- Philipshalle Düsseldorf '97
  - Spiel mit mir
- Rock am Ring Festival '98
  - Heirate mich
  - Du hast**
- Live aus Berlin - Wuhlheide 1998
  - Sehnsucht (Edited studio recording over live performance)
- Big Day Out Festival - Sydney 2001
  - Weißes Fleisch
  - Asche zu Asche
- Velodrom, Berlin 2001
  - Ich will
  - Links 2, 3, 4

### Making of's / Dreharbeiten
1. Du hast
2. Du riechst so gut '98
3. Sonne
4. Links 2, 3, 4
5. Ich will

### Reclame / Reklame
1. Achtung Blitzkrieg!
2. Du hast
3. Links 2, 3, 4
4. Mutter